# Materials d'escriptura
Per crear un escrit en qualsevol època de la història han concorregut normalment tres tipus de materials d'escriptura:
- Làmina  o  superfície  sobre la qual s'escriu.
- Plomes  o  estilets , amb els quals es tracen els signes i figures.
- Tintes  o colors que s'apliquen a la superfície.

## Superfícies
Els materials més usats o comuns en la història entre les superfícies d'escriptura són:
- La pedra, que ha servit de forma regular des que es va inventar l'escriptura.
- El fang cuit, que va ser la principal i clàssica matèria d'escriptura de les civilitzacions caldea i assíria.
- Làmines metàl·liques de plom i de bronze i especialment les d'aquest últim que van tenir gran relleu en la civilització romana.
- Fulles i escorces d'arbres, que diversos pobles de l'antiguitat van aprofitar, a falta d'altres elements manuals.
- Plaquetes de fusta encerada o blanquejada (àlbum) que van estar molt en voga entre grecs i llatíns i van continuar usant-les durant tota l'edat mitjana.
- El papir, format per tires (trucades philyrae pels romans) de la medul fibrosa (biblos) de l'arbust palustre papyrus enganxades en sentit longitudinal i transversal, i després premsades i encolades amb engrut que des d'uns 3000 anys aC va ser l'obligat material dels volums egipcis, i el seu ús es va estendre a Europa des del segle vi aC continuant, aproximadament, fins al segle xi de l'era cristiana.
- El llenç, usat sovint pels egipcis, sobretot, en inscripcions sobre mòmies.
- Les pells i, sobretot, el pergamí que és una pell aprimada, material que van servir grecs i romans i que va ser la preferida en els còdexs medievals.
- La vitela, espècie de pergamí més delicat, fet de pell de vedella (en llatí, Vitello).
- El paper, fabricat amb pasta de cotó, lli o cànem i, fins i tot, de fusta (aquesta des de mitjan segle xix) de procedència oriental, conegut a Europa des del segle xiii de la nostra era i generalitzat en el seu ús des de mitjan segle xiii.

Siguin quin sigui el material de les làmines destinades a l'escriptura, no solia utilitzar-se tot el material complet en l'antiguitat, sinó una de les cares i si alguna vegada s'aprofitaven les dues, el full o làmina es deia opistógrafa .

## Instruments per escriure
A aquest gènere pertanyen:
- Per a l'escriptura en sec:
  -  Cisells 
  -  Burins 
  -  Estils. Es va donar el nom d'estil a un punxó d'ivori o d'os amb el qual s'escrivia ratllant en tauletes encerades, i per delir l'escrit s'aplicava amb força l'altre extrem del punxó que acabava en una boleta o cullereta. L'estil metàl·lic, generalment, de bronze es coneixia amb el nom graphium.
- Per a l'escriptura amb tinta:
  - El càlam. Amb precedents en l'antic Egipte. Els occidentals se servien per escriure sobre pergamí d'una espècie de canya vegetal (calamus) semblant a les plomes d'acer.
  - Les plomes d'ocell. La ploma d'oca va estar molt en ús per a l'escriptura dels papirs d'Egipte, i sembla que a Europa no es va arribar a conèixer o emprar fins al segle vi, quan va esdevenir molt comuna de llavors ençà.
  - La ploma metàl·lica.
  - A partir del segle xx, el bolígraf consistent en una carcassa amb un dipòsit de tinta que s'aplica mitjançant d'una bola giratòria.

## Tintes
Les tintes més comunes en els pobles antics i en l'edat mitjana van ser:
- La negra, formada amb negre de fum i goma (tres parts del primer i una del segon) dissolts en aigua o en vinagre per fer-la indeleble. La tinta negra formada amb infusió de agalles (o cecidis) i sulfat de ferro (caparrós verd) es va conèixer dos segles abans de l'era cristiana, però rares vegades va haver d'estar en ús fins a finals del segle xii proliferant d'ara endavant sense competència.
- La vermella. Estava formada amb mini, vermelló o porpra. La tinta vermella solia emprar-se en títols o encapçalaments de capítols i en advertiments i d'aquí va provenir el nom de rúbriques .

També es van emprar la tintes blaves i verdes compostes amb diferents substàncies minerals o vegetals, i les d'or i plata que es feien amb pols d'aquests metalls lligats amb alguna substància glutinosa. Des del segle xi es va aplicar or en làmines molt primes per a lletres ornamentals i per a altres decoracions en els còdexs de luxe. El llapis o plombagina es fa servir des del segle xi i es popularitza al segle xiii.